# Arts Acre Foundation
Die Arts Acre Foundation ist eine indische Stiftung, die sich mit dem Bau eines Kunstzentrums in Kalkutta die Förderung von Kunst und Kultur in Indien zum Ziel gesetzt hat und die Idee eines Künstlerdorfs (einem Vorgänger-Projekt im Norden von Kalkutta) in einem ehrgeizigen, größeren Rahmen weiterführt. Gründer und treibende Kraft der Stiftung ist der bengalische Künstler Shuvaprasanna zusammen mit seiner Frau Shipra Bhattacharya.
Der große Campus der Arts Acre Foundation in New Town/Rajarhat, im Osten von Kalkutta, wurde 2014 in Anwesenheit von Mamata Banerjee, Chiefminister von West-Bengalen, und zahlreichen Ehrengästen eröffnet. Er umfasst u. a. Museen, Galerien, Ateliers und Werkstätten, ein Restaurierungslabor, ein großes Auditorium, eine Freilichtbühne, Gästewohnungen und ein Restaurant. 
Shuvaprasanna pflegt seit Jahrzehnten enge Kontakte zu Künstlern in Deutschland (Obergrabenpresse). Dies führte im November 2017 zum ersten Indo-German Art Forum auf dem Campus der Arts Acre Foundation, an dem 10 deutsche und 14 indische Künstler teilnahmen. Das Forum wurde vom deutschen Auswärtigen Amt, dem Bayerischen Kultusministerium und der Gesellschaft für Deutsch-Indische Zusammenarbeit e.V. unterstützt.